# Futog
Futog (en serbe cyrillique : Футог ; en hongrois : Futak ; en allemand : Futok) est une ville de Serbie située dans la province autonome de Voïvodine et sur le territoire de la ville de Novi Sad, district de Bačka méridionale. Au recensement de 2011, elle comptait 20 607 habitants.
Le nom de la ville provient d'un terme slavon désignant la « bouche ». La ville s'étend d'ouest en est autour d'une rue principale de 8 km de long.

## Géographie

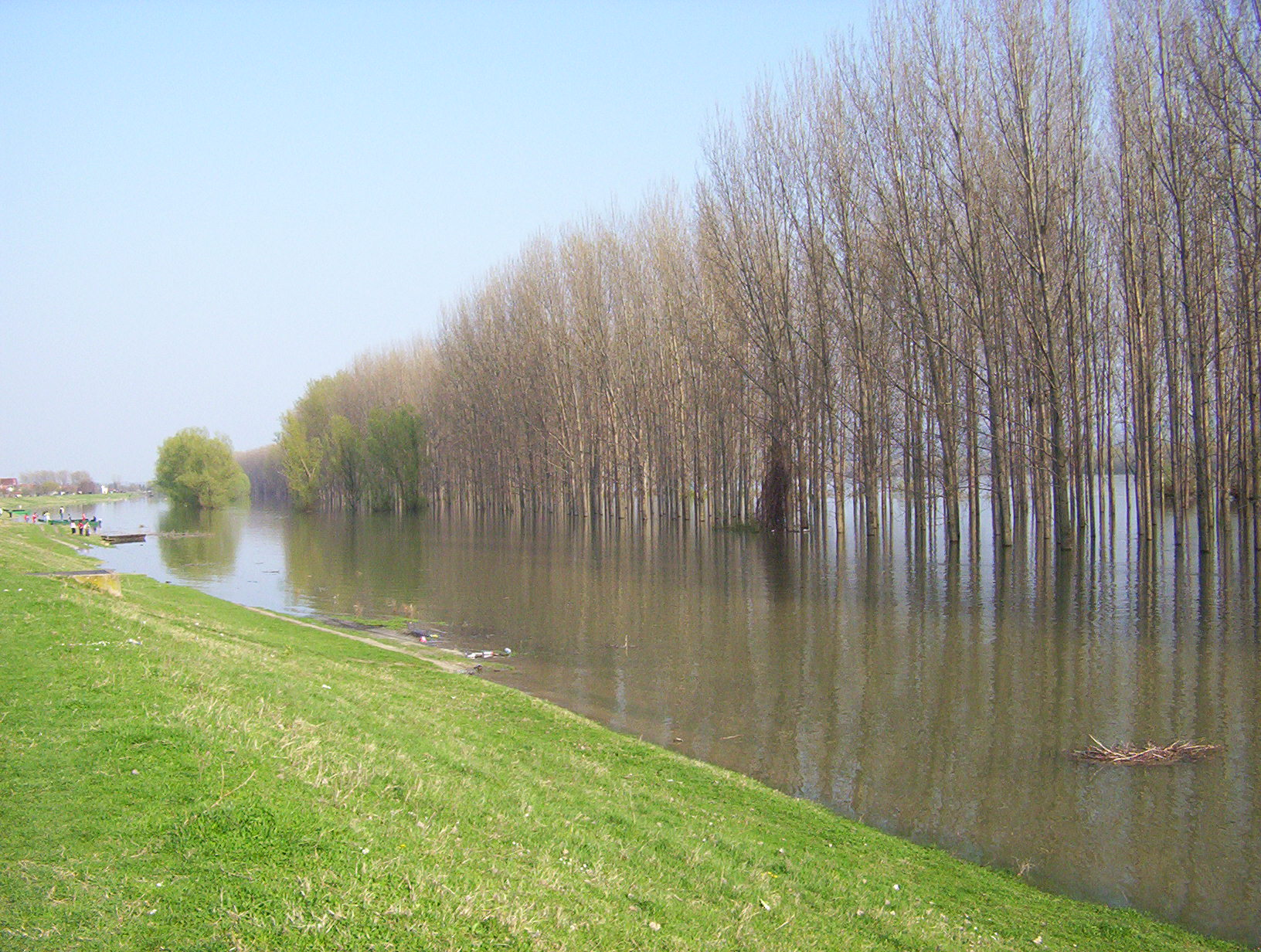
Le Danube à Futog

## Histoire
Même si elle est antérieure, la présence des Slaves est attestée sur l'actuel territoire de Futog à partir du IXe siècle, à un moment où la région faisait partie de l'Empire bulgare et au temps où le voïvode Salan régnait sur la Bačka. La présence des Hongrois date du Xe siècle, après que Salan fut battu par le royaume de Hongrie.
Futog est mentionnée pour la première fois en 1224, quand la ville fut dévastée par les Tatars. Au XIVe siècle, elle fit partie des possessions de la faille Futaky. Au XVe siècle, elle devint un important centre commercial ; à cette époque elle faisait partie des possessions d'un certain Job Goryansky.
En 1526-1527, elle appartint à l'empire de Jovan Nenad et, entre 1528 et 1686, elle se retrouva sous domination ottomane.
À partir de 1686, Futog fut autrichienne. Entre 1696 et 1868, Futog fut gouvernée par des princes désignés pour une année ; cette fonction princière était en fait purement symbolique. Propriété de maréchal Andreas Hadik von Futak.
Lors de la révolte serbe de 1848-1849, Futog fit partie de la voïvodine de Serbie, une région autonome au sein de l'empire d'Autriche. Entre 1849 et 1860, elle fit partie du voïvodat de Serbie et du Banat de Tamiš. 
Après l'effondrement de l'Autriche-Hongrie en 1918, la ville fut intégrée au royaume de Serbie, qui devint le royaume des Serbes, Croates et Slovènes, puis, en 1929, le royaume de Yougoslavie. À partir de cette époque, Futog connut les aléas historiques du reste du pays.

## Démographie

### Évolution historique de la population
| 1948  | 1953  | 1961  | 1971   | 1981   | 1991   | 2002   | 2011   |
| ----- | ----- | ----- | ------ | ------ | ------ | ------ | ------ |
| 5 366 | 6 049 | 8 256 | 10 614 | 14 664 | 16 048 | 18 582 | 18 269 |

|  |

## Monuments et architecture

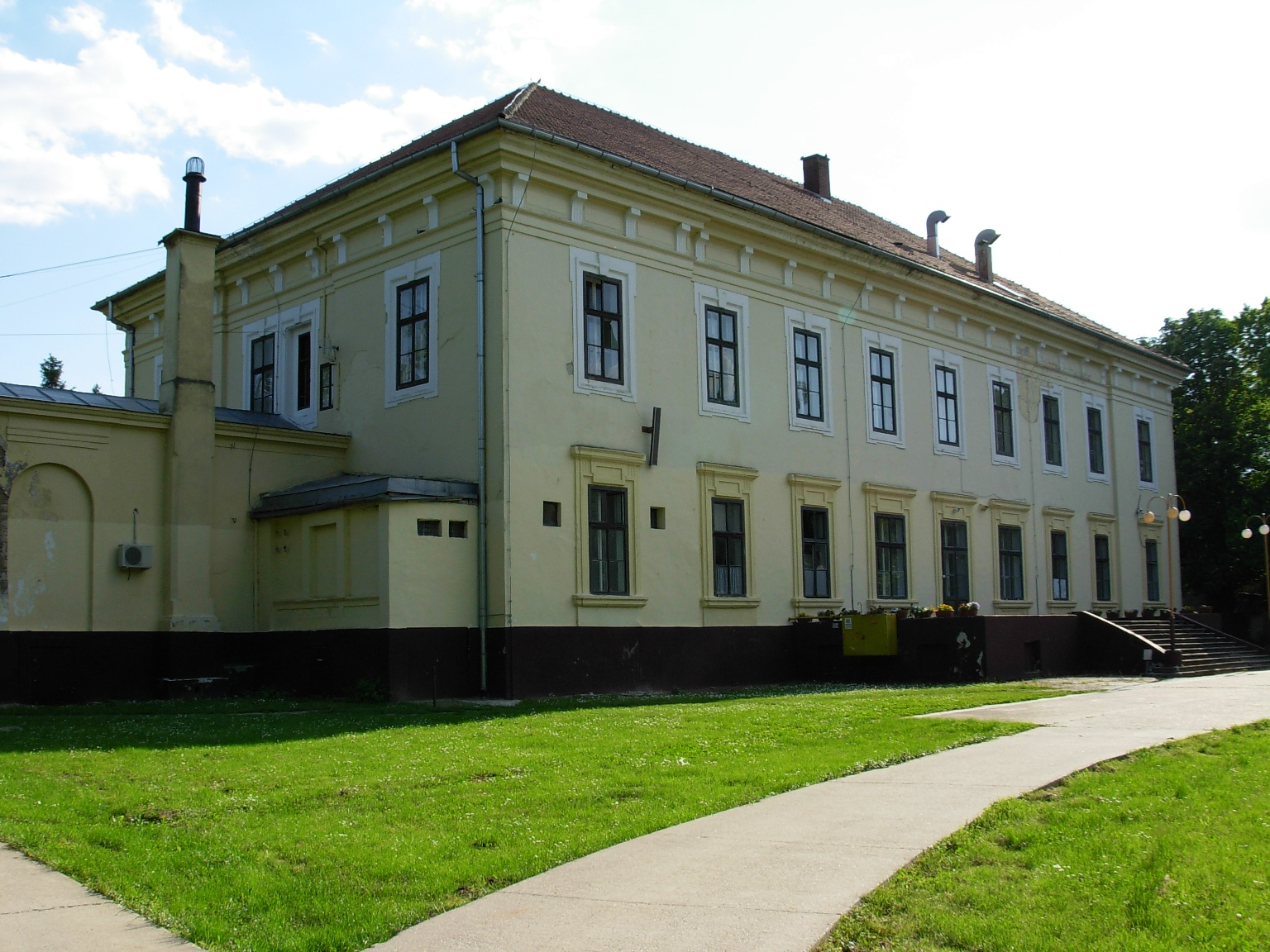
Le château de Futog

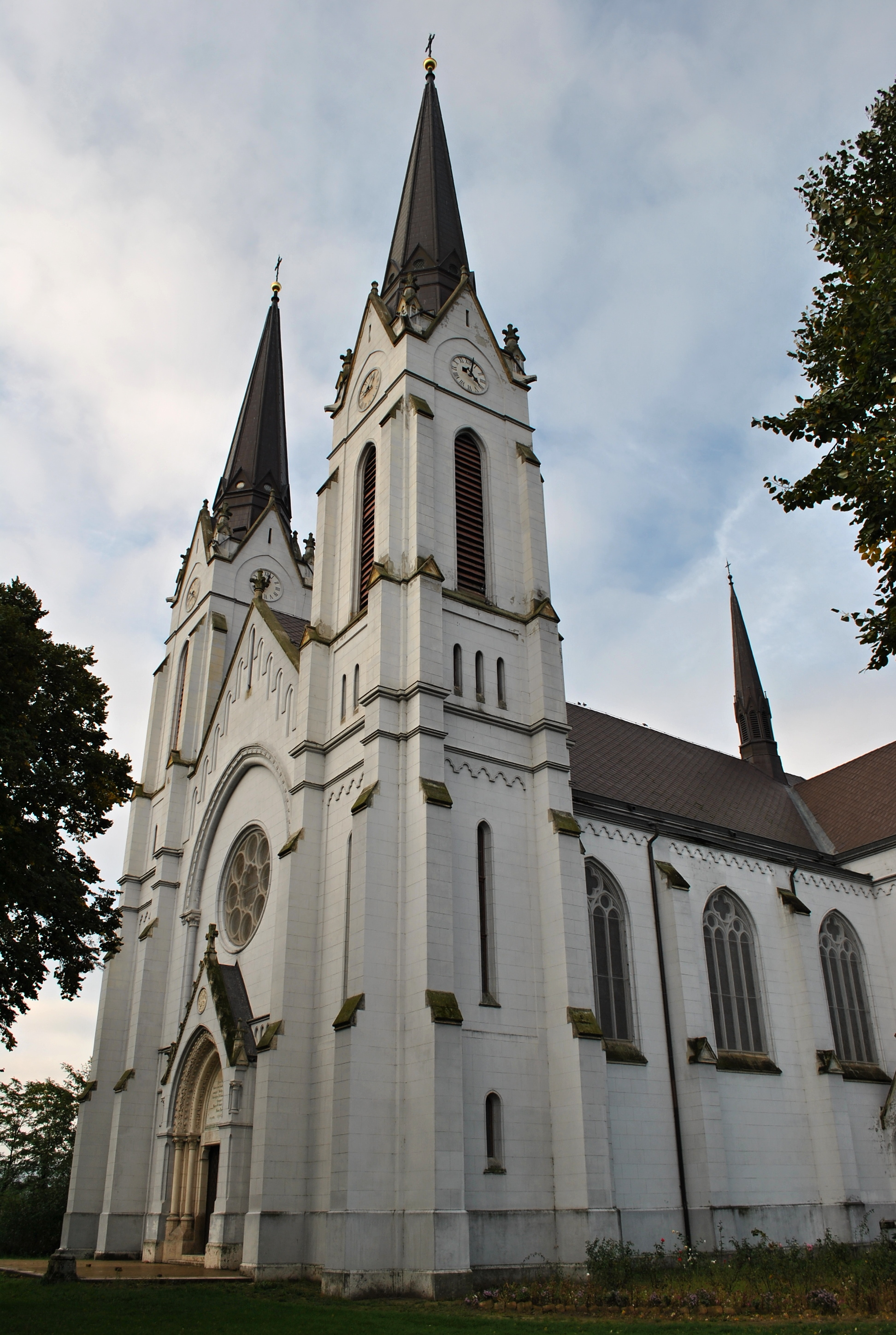
L'église catholique du Sacré-Cœur-de-Jésus

- L'église orthodoxe Saint-Côme-et-Saint-Damien est un bâtiment de style baroque ; elle date de 1776 et est inscrite sur la liste des monuments culturels de grande importance de la République de Serbie (identifiant no SK 1157)[5].
- Le château de Futog, aujourd'hui occupé par l'école secondaire d'agriculture, est un bâtiment qui mêle les styles baroque et classique. Il a été construit à l'instigation d'Andreas Hadik en 1777. L'archiduc François-Ferdinand d'Autriche y a résidé avec sa femme Sofia Chotek quelques jours avant l'attentat de Sarajevo. Le général allemand August von Mackensen y a été emprisonné en 1919[6]. Il est aujourd'hui inscrit sur la liste des monuments culturels protégés (identifiant no SK 1603)[7].
- L'ancien Rectorat a été construit en 1777.
- Une autre église orthodoxe serbe a été construite entre  1781 et 1947.
- Une croix votive a été érigée en 1803 près de l'église Saint-Côme-et-Saint-Damien ; elle est inscrite sur la liste des monuments culturels protégés (identifiant no SK 1530)[7].
- Le Rudolphinum, appelé aussi Bastilja, date de 1893 ; caractéristique d'une architecture éclectique, il est aujourd'hui devenu un internat.
- Le Marianum, construit en 1894, est caractéristique de l'historicisme en architecture ; il est aujourd'hui occupé par un centre de gérontologie.
- L'église catholique du Sacré-Cœur-de-Jésus est une église de style néogothique qui fut construite entre 1906 et 1908 ; elle est inscrite sur la liste des monuments culturels de grande importance de la République de Serbie (identifiant no SK 1155)[8].
- Le Foyer de la brigade du feu date de 1909 ; il a été orné d'une tour en 1932.
- L'église catholique romaine de la Sainte Trinité a été construite en 1940 ; elle est aujourd'hui fermée au culte.

## Culture
La ville de Futog possède un centre de culture et d'information appelé Mladost, un orchestre, un groupe de folklore, une bibliothèque (Jovan Jovanović Zmaj), un certain nombre de galeries etc.

## Éducation
La première école de la ville fut créée en 1707. Aujourd'hui, Futog possède deux écoles primaires, l'école Desanka Maksimović et l'école Miroslav Antić. Elle possède également un lycée agricole.

## Sport
Futog possède une salle destinée aux manifestations sportives, ainsi que deux clubs de football, le OFK Futog et le  FK Metalac-Asco Vidak, deux clubs de volley-ball, l'OKK Futog et le RFU, ainsi qu'un club de handball, le RK Metalac.

## Médias
Radio Futog émet sur 97,5 et 99,5 MHz FM et la Radio Srna émet sur 91,90 MHz FM.